# 皇家亞洲學會香港分會
皇家亞洲學會香港分會（英語：Royal Asiatic Society Hong Kong，缩写：RASHK）是一個旨在促進人們對亞洲各國（特別是香港）認識的學會，隸屬於大不列顛及愛爾蘭皇家亞洲學會。該學會於1847年成立、1859年停運，至1959年12月28日恢復活動至今。
該學會對所有對中國和亞洲（尤其是香港）藝術、文學和文化有興趣的人士開放。

## 歷史

### 中国支会
1845年香港中国内外科医师学会（China Medico-Chirurgical Society）成立，自学会成立以来会员就致力于成立一个研究亚洲（尤其是中国）的“中国哲学会”（Philosophical Society of China），当时的港督戴维斯被推举为筹备中的哲学会会长，而戴维斯认为哲学会加入皇家亚洲学会，成为亚洲学会的分支组织。戴维斯本人与时任亚洲学会会长奥克兰伯爵关系密切，他在离开英格兰之前也就此事与伯爵有过讨论。在戴维斯授意下，《德臣西報》创办人萧德锐起草哲学会在伦敦亚洲学会框架下运作的方案，在1847年1月香港分会以皇家亚洲学会中国支会（China Branch of the Royal Asiatic Society）之名正式成立，最初的会员中许多都来自于内外科医师学会。香港分会最初因内讧，发展并不顺利，但在戴維斯和继任会长宝宁管理下还是发展起来，1849年港督文咸批准學會使用香港最高法院大樓內的空間，这也是学会的第一处固定会址。學會早期的官員包括威妥玛，他於後來創建汉字拉丁化系統中的威妥瑪拼音。随着会长宝宁于1859年5月离任、9月过世，以及学会骨干暨秘书哈兰医生（William Aurelius Harland）年内去世，学会陷入群龙无首的状态。虽然最后一任会长暨新任港督罗便臣以及理雅各與其後的巴夏禮都试图重整旗鼓，依然无法挽回学会解散的命运。部分会员后来到了1857年建立的上海北中国支会继续活动，例如后来成为上海分会会长的景斯美（Thomas William Kingsmill），他将自己对香港地理的研究发表在北中国支会会刊上。

### 重建的香港分会
随着上海分会在中国大陆解散，部分学者认识到有必要在香港重建一个亚洲学会组织，因此在1959年末聚会重建香港分会。在成立会议上，林仰山作主题演讲《亚洲研究：遗产与使命》，寄语希望后辈学者能够继往开来，珍惜前辈来之不易的知识。香港分會於一個世紀後，即1959年12月28日恢復活動。因为经费有限，并没有和上海分会一样豪华的会址。分会研究方向最初比较多元化，首任会长许舒和第4任会长夏思義都是以新界历史见长，香港分会的研究方向在后来转为香港历史和中国近代史为主，因此香港分会的年刊成为香港史的重要参考读物。

## 出版
原來的學會曾出版六卷議事錄（Transactions），當中首卷1847年出版，而最後一卷則於1859年出版。學會於恢復活動後亦有出版《皇家亞洲學會香港分會會刊》（Journal of the Hong Kong Branch of the Royal Asiatic Society），為英文期刊，每年出版一卷，並由香港大學放在網路上。有關刊物於出版之日起計之3年內，開放予公眾自由閱覽。至2024年，共出版64期。曾投稿的作者包括施其樂、許舒、夏思義、科大衛、施其樂等。

## 人物
前任會長包括：
中国支会会长
- 戴維斯爵士
- 寶寧爵士
- 罗便臣

香港分会会长
- 許舒（1983－1990年）[12]
- 招大維（David Gilkes）
- 華德斯（1996－2001年）
- 夏思義[13]
- 廖樂柏（Robert Nield）
- 邁克爾·布隆（Michael Broom）
- Helen Tinsley

## 外部連結
- 皇家亞洲學會香港分會網站 （页面存档备份，存于）